# Jos Deschoenmaecker
Joseph "Jos" Deschoenmaecker (Mechelen, 2 d'octubre de 1947) és un ciclista belga, ja retirat, que fou professional entre 1969 i 1982. Els seus principals èxits esportius foren una etapa a la Volta a Espanya de 1973 i una altra al Tour de França de 1980.

## Palmarès
- 1967
  - 1r al Tour de Namur
- 1968
  - 1r al Tour de Namur i vencedor d'una etapa
- 1969
  - Vencedor d'una etapa a la Volta a Bèlgica amateur
- 1970
  - 1r a l'Omloop der Zennevalei
- 1971
  - 1r a l'Omloop Hageland-Zuiderkempen
  - 1r a Onze-Lieve-Vrouw Waver
- 1972
  - 1r a Rijmenam
- 1973
  - 1r a Oostduinkerke
  - Vencedor d'una etapa de la Volta a Espanya
- 1976
  - 1r a la Fletxa Rebecquoise
- 1980
  - 1r a Koersel
  - Vencedor d'una etapa del Tour de França

### Resultats al Tour de França
- 1970. 57è de la classificació general
- 1972. 22è de la classificació general
- 1974. 45è de la classificació general
- 1975. 17è de la classificació general
- 1977. 29è de la classificació general
- 1978. 20è de la classificació general
- 1979. 21è de la classificació general
- 1980. 66è de la classificació general. Vencedor d'una etapa
- 1981. 67è de la classificació general
- 1982. Abandona (3a etapa)

### Resultats a la Volta a Espanya
- 1973. Abandona (15a etapa). Vencedor d'una etapa

### Resultats al Giro d'Itàlia
- 1972. 26è de la classificació general
- 1973. 28è de la classificació general
- 1974. 37è de la classificació general
- 1976. 29è de la classificació general